# European Phased Adaptive Approach (EPAA)
European Phased Adaptive Approach (EPAA) – system obrony antybalistycznej Sojuszu Północnoatlantyckiego poświęcony obronie przeciwrakietowej europejskich członków NATO, oparty na rozwiązaniach technicznych amerykańskiego systemu antybalistycznego Aegis Ashore. O utworzeniu europejskiego systemu obrony antybalistycznej zdecydowali członkowie sojuszu podczas szczytu NATO w Lizbonie w 2010 roku.